# Toney Anaya

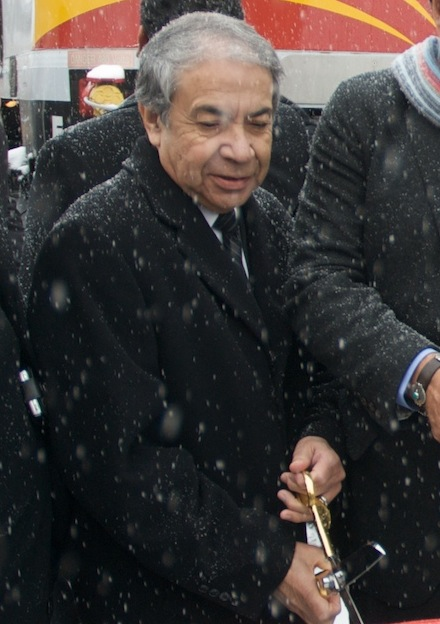
Toney Anaya (2008)

Toney Anaya (* 29. April 1941 in Moriarty, Torrance County, New Mexico) ist ein US-amerikanischer Politiker. Er war von 1983 bis 1987 Gouverneur des Bundesstaates New Mexico.

## Frühe Jahre und politischer Aufstieg
Toney Anaya besuchte die Highlands University und dann bis 1963 die Georgetown University. Danach studierte er am Washington College der American University Jura. Im Jahr 1967 machte er dort sein juristisches Examen. Außerdem arbeitete er für den damaligen US-Senator Dennis Chavez sowie als Angestellter für das US-Außenministerium. Zwischen 1966 und 1969 war er juristischer Berater von Senator Joseph Montoya.
Im Jahr 1971 arbeitete er in der Verwaltung bei Gouverneur Bruce King. Danach war er Bezirksstaatsanwalt im Santa Fe County. Außerdem praktizierte er in Santa Fe auch noch als regulärer Rechtsanwalt. Zwischen 1975 und 1978 war er Justizminister (Attorney General) von New Mexico.

## Gouverneur von New Mexico
Im Jahr 1982 wurde Anaya als Kandidat der Demokratischen Partei zum neuen Gouverneur seines Staates gewählt, wobei er sich mit knapp 53 Prozent der Stimmen gegen den Republikaner John B. Irick durchsetzte. Er trat seine vierjährige Amtszeit am 1. Januar 1983 an. Als Gouverneur war Anaya entschieden gegen die Todesstrafe. Er bot Flüchtlingen aus Lateinamerika ein Asyl in seinem Land und widersetzte sich dem neuen Einwanderungsgesetz der Bundesregierung, das die Einwanderung aus diesen Gebieten erschwerte.
Nach dem Ende seiner Amtszeit war Anaya Mitglied vieler Ausschüsse und Gremien. Viele davon waren nicht gewinnorientiert und unterstützten die Belange der Hispanics. Er hat die weitere Politik seiner Partei mitbestimmt und war am Freihandelsabkommen in Nordamerika beteiligt. Toney Anaya ist mit Elaine Anaya verheiratet, mit der er drei Kinder hat.